# 福本藩

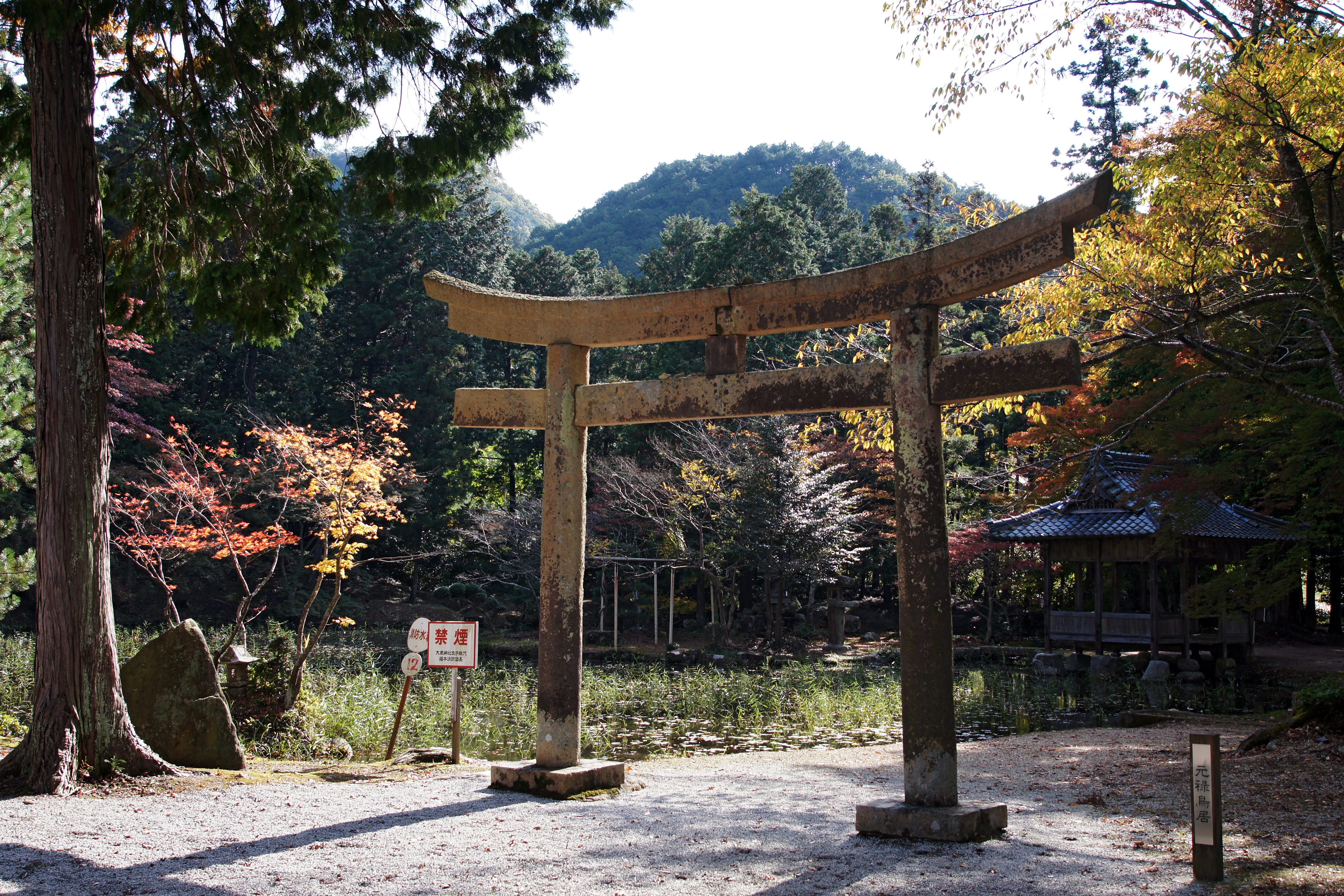
福本陣屋跡の回遊式庭園遺構

福本藩（ふくもとはん）は、播磨国神東郡の福本陣屋（現在の兵庫県神崎郡神河町福本）に藩庁を置いた藩。ただし、藩（大名の所領）であったのは江戸時代初期および明治維新期のごく短期間であり、その間は交代寄合（参勤交代を行う格式の旗本）池田家の知行地であった。
鳥取藩に預けられた池田輝澄を祖に持つ経緯から、鳥取藩との関係が強く、その支藩的立場であった。1870年、鳥取藩に吸収された。

## 藩史

### 前史
寛永17年（1640年）、山崎藩6万8000石の藩主であった池田輝澄（池田輝政の四男）は、お家騒動を咎められて改易され、甥の鳥取藩主池田光仲に預けられた。輝澄は、徳川家康の外孫であることもあり、鳥取藩から堪忍分として鹿野1万石が給された。寛文2年（1662年）、輝澄の子の政直は堪忍分1万石を相続した。

### 立藩と交代寄合化
寛文3年（1663年）、政直に対して播磨国内（神東郡・神西郡・印南郡）1万石が新たに与えられ、福本藩が立藩した。
寛文5年（1665年）、政直は嗣子なく没した。遺領は政直の弟である政武（7000石）と政済（3000石）が分割相続し、2つの旗本家となった。このうち福本7000石の領主となった政武は、交代寄合の格式となった。貞享4年（1687年）に政武が没すると、嗣子の政森（6000石）と次男の政親（1000石）によって分割された。以後、3家とも明治維新まで存続した。
7代喜通は安政2年（1855年）藩校「乾々館（けいけいかん）」を開いた。

### 明治維新後の再立藩と廃藩
1868年（慶応4年）6月、鳥取藩蔵米3,500石を与えられ、また、石高直しにより10,573石となり、再び諸侯に列して藩となった。明治2年（1869年）に藩校は移設され名も「時習館」と改称された。
1870年6月（明治3年8月）、藩主徳潤は福本藩知事となるが、1870年10月（明治3年11月）に藩財政困窮のため鳥取藩に併合され、廃藩となった。
1884年（明治17年）7月、華族令施行に伴い徳潤は男爵に叙せられたが、1894年（明治27年）に爵位を返上している。

## 歴代藩主
池田家
外様　10000石→7000石→6000石→10573石　（1662年 - 1665年、1868年 - 1870年）
1. 政直
2. （政武 分知により7000石、交代寄合となる）
3. （政森 分知により6000石）
4. （喜以）
5. （喜生）
6. （喜長）
7. 喜通 加増により10573石、再び立藩
8. 徳潤

## 幕末の領地
- 播磨国
  - 印南郡のうち - 1村
  - 神東郡のうち - 10村
  - 神西郡のうち - 15村

## 福本藩施設遺構
- 福本陣屋跡 - 現大歳神社境内が藩邸跡に当たる。池泉回遊式庭園は原型を留めている。
- 保秀稲荷社
- 徹心寺 - 藩主池田家当主墓所
- 武家屋敷 - 勘定奉行職の邸宅が現存する

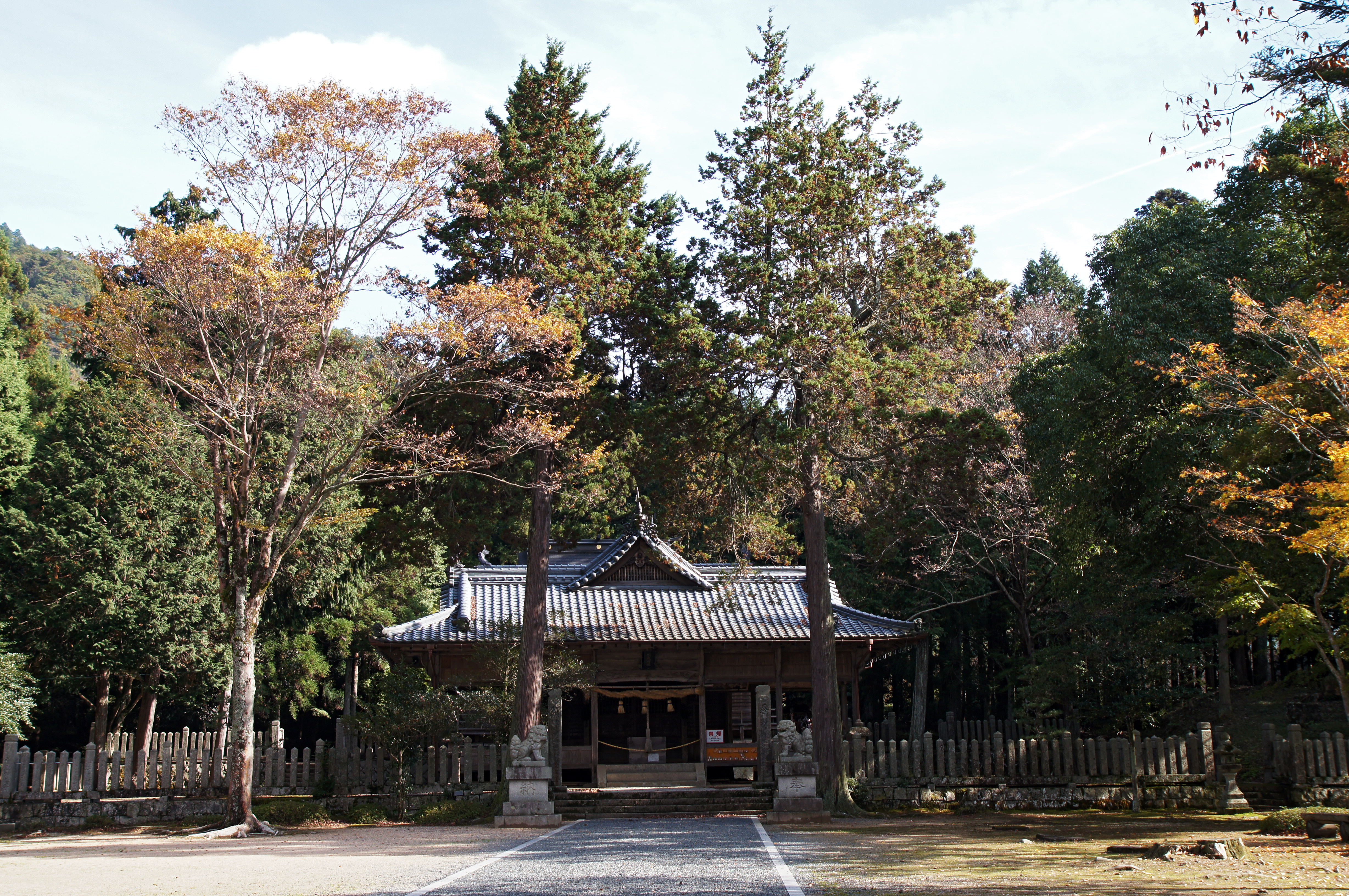
福本陣屋藩邸跡
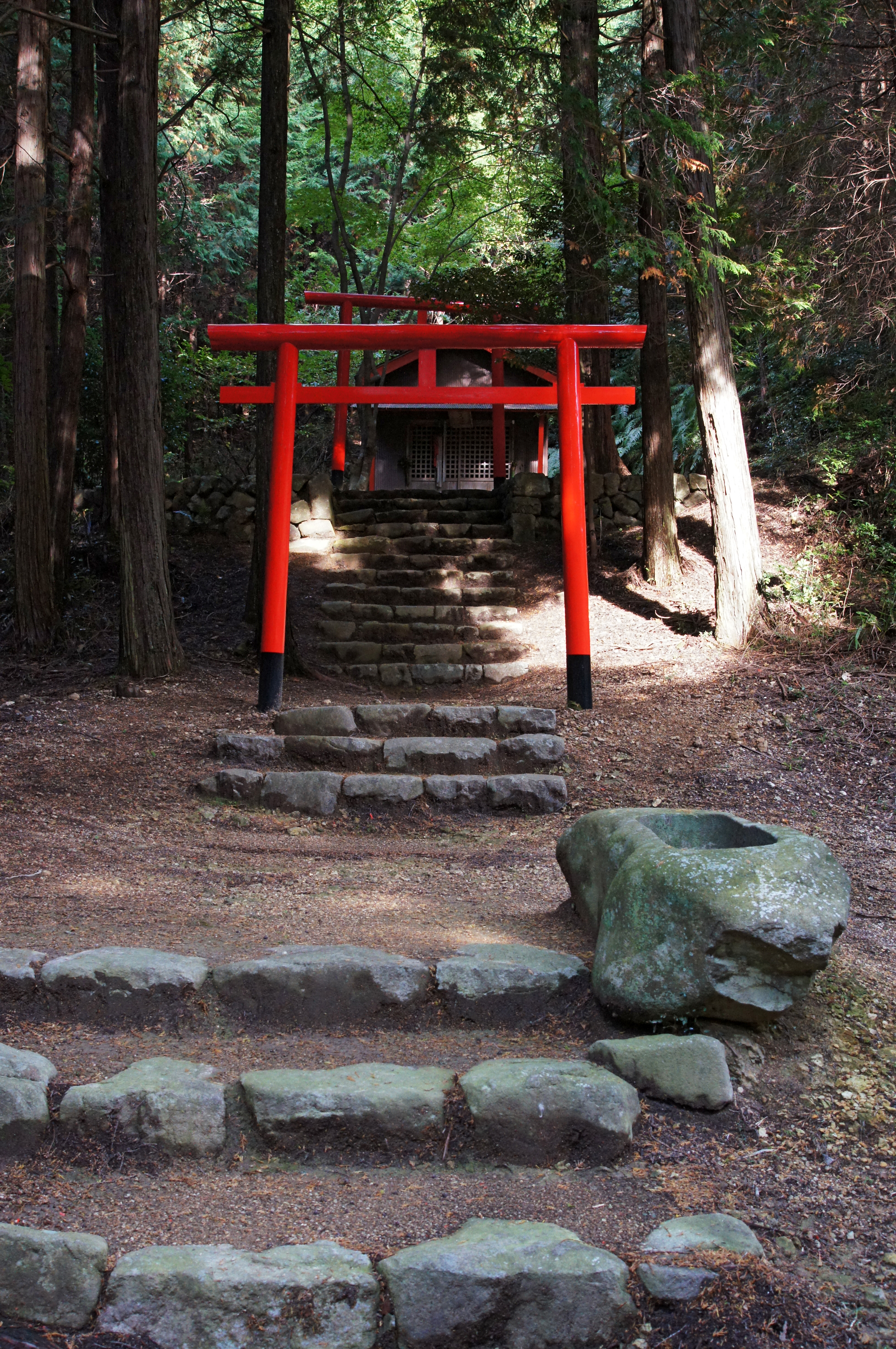
保秀稲荷社
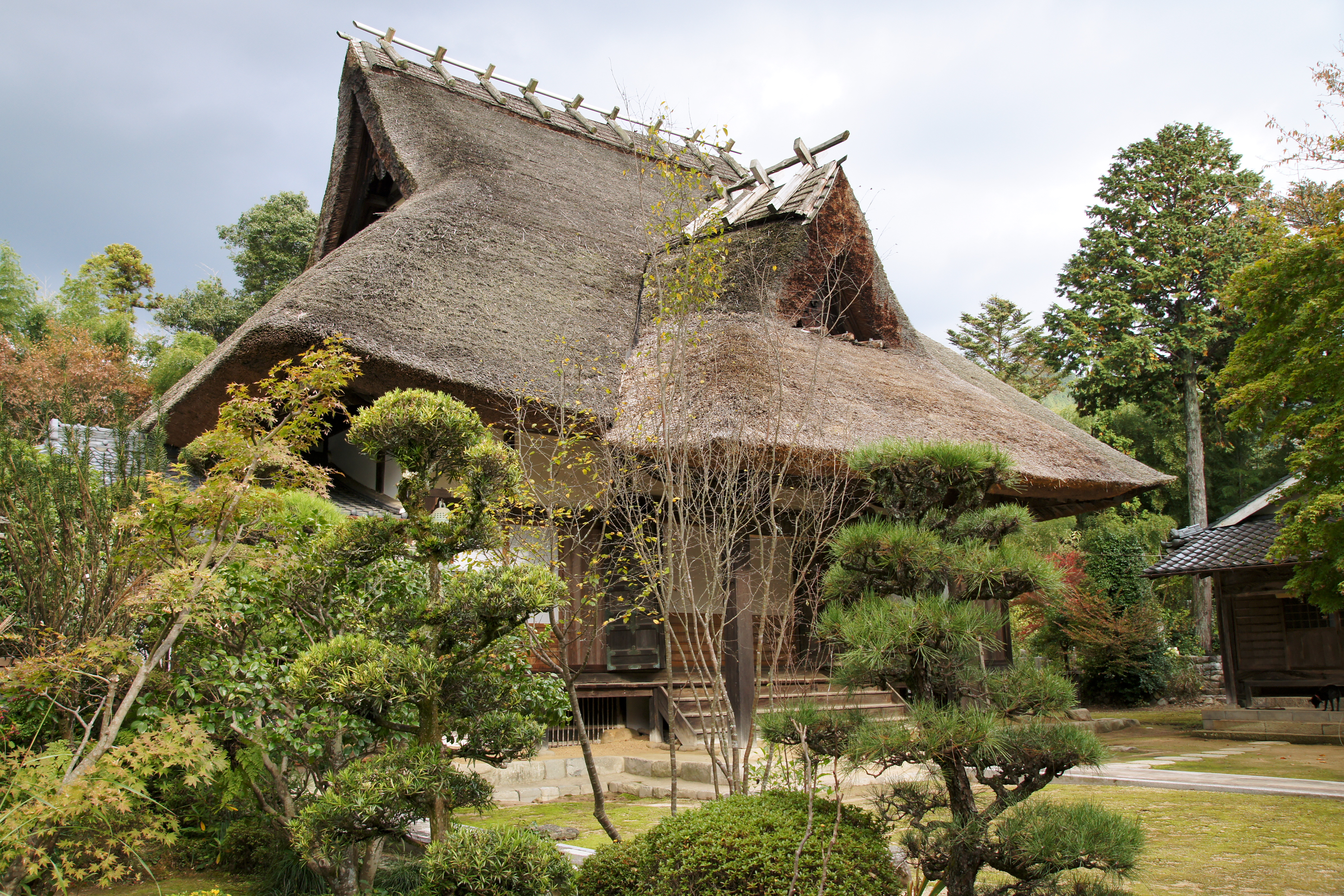
徹心寺
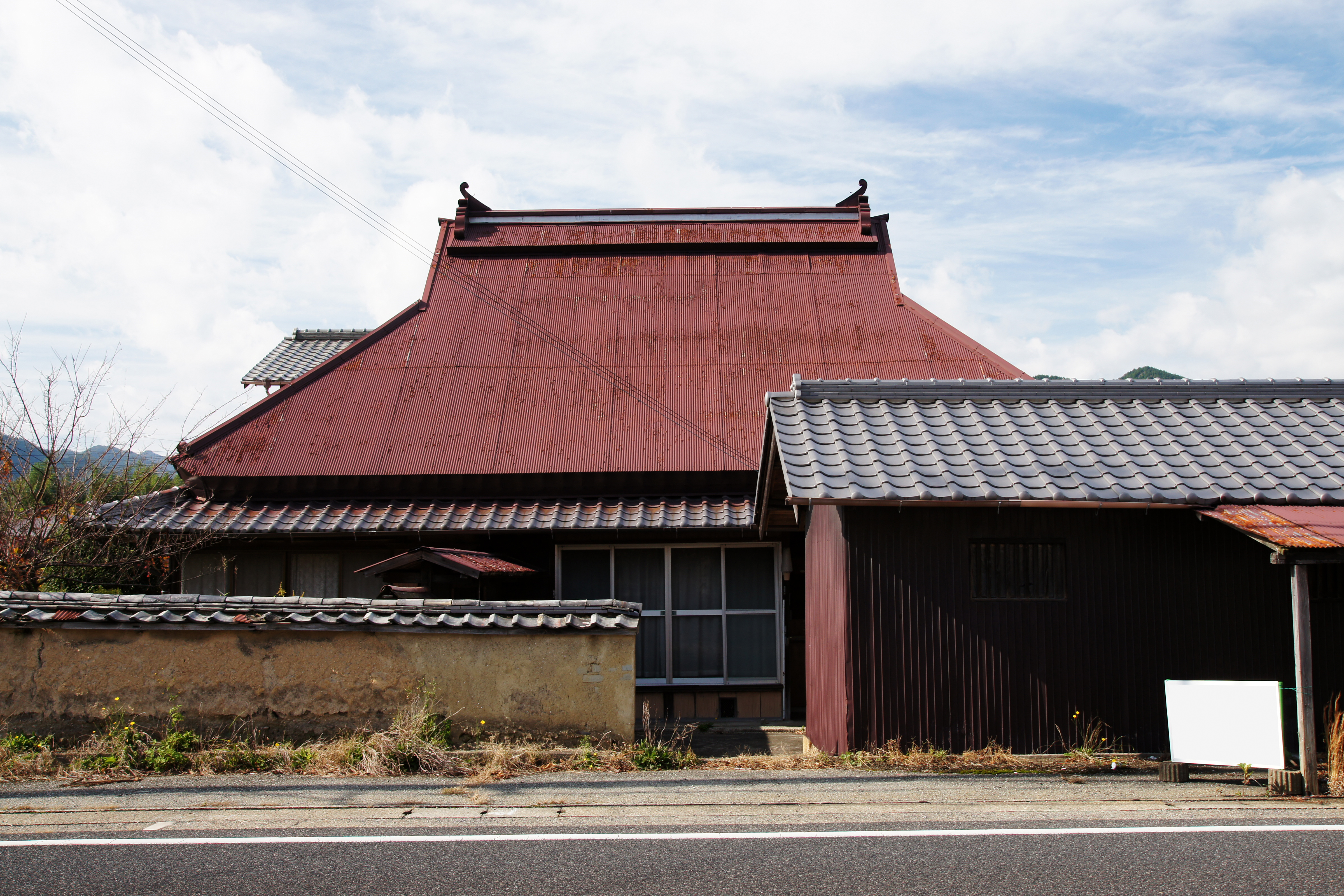
勘定奉行職武家屋敷